# Friuli Grave Chardonnay
Il Friuli Grave Chardonnay è un vino DOC la cui produzione è consentita nelle province di Pordenone e Udine.

## Caratteristiche organolettiche
- colore: paglierino più o meno intenso.
- odore: caratteristico.
- sapore: secco, armonico, vivace nel tipo specifico.

## Produzione
Provincia, stagione, volume in ettolitri
- Pordenone  (1990/91)  12558,75
- Pordenone  (1991/92)  14366,86
- Pordenone  (1992/93)  19786,86
- Pordenone  (1993/94)  24237,34
- Pordenone  (1994/95)  25390,64
- Pordenone  (1995/96)  22926,5
- Pordenone  (1996/97)  30829,32
- Udine  (1990/91)  5877,97
- Udine  (1991/92)  5174,4
- Udine  (1992/93)  7146,81
- Udine  (1993/94)  7364,11
- Udine  (1994/95)  8747,07
- Udine  (1995/96)  7693,27
- Udine  (1996/97)  9113,73